# اکسپرس (ترانه کریستینا آگیلرا)
«اکسپرس» تک‌آهنگی از هنرمند اهل ایالات متحده آمریکا کریستینا آگیلرا است که در سال ۲۰۱۰ میلادی منتشر شد.